# Roger Quinche
Roger Quinche (ur. 22 lipca 1922, zm. 3 września 1982) – szwajcarski piłkarz występujący na pozycji obrońcy. Uczestnik Mistrzostw Świata 1950.

## Kariera
Seniorską karierę rozpoczął w Grasshopper Club w 1949 roku. W tym samym roku zaliczył debiut w reprezentacji Szwajcarii. W 1950 roku odszedł do FC Bern 1894. W 1954 roku zakończył sportową karierę.